# 14 Shots to the Dome
14 Shots to the Dome – piąty studyjny album amerykańskiego rapera LL Cool Ja. Został wydany 1 czerwca, 1993 roku. Album został zatwierdzony jako złoto przez RIAA.

## Lista utworów
1. "How I'm Comin'"
2. "Buckin' Em Down'"
3. "Stand By Your Man"
4. "A Little Somethin"
5. "Pink Cookies in a Plastic Bag Getting Crushed by Buildings"
6. "Straight from Queens" (Featuring LT.)
7. "Funkadelic Relic"
8. "All We Got Left Is the Beat"
9. "(NFA) No Frontin' Allowed" (Featuring Lords of the Underground)
10. "Back Seat (Of My Jeep)"
11. "Soul Survivor'"
12. "Ain't No Stoppin' This"
13. "Diggy Down'"
14. "Crossroads"

## Single
| Rok  | Tytuł                           | Notowania         | Notowania                        | Notowania       | Notowania |
| Rok  | Tytuł                           | Billboard Hot 100 | Hot R&B/Hip-Hop Singles & Tracks | Hot Rap Singles |           |
| 1993 | "How I'm Comin"                 | #57               | #28                              | #8              |           |
| 1993 | "Stand by Your Man"             | -                 | #67                              | #24             |           |
| 1993 | "Back Seat (Of My Jeep)"        | #42               | #24                              | #2              |           |
| 1993 | "Pink Cookies in a Plastic Bag" | #42               | #24                              | #2              |           |